# Eleccions generals del Gabon de 1961

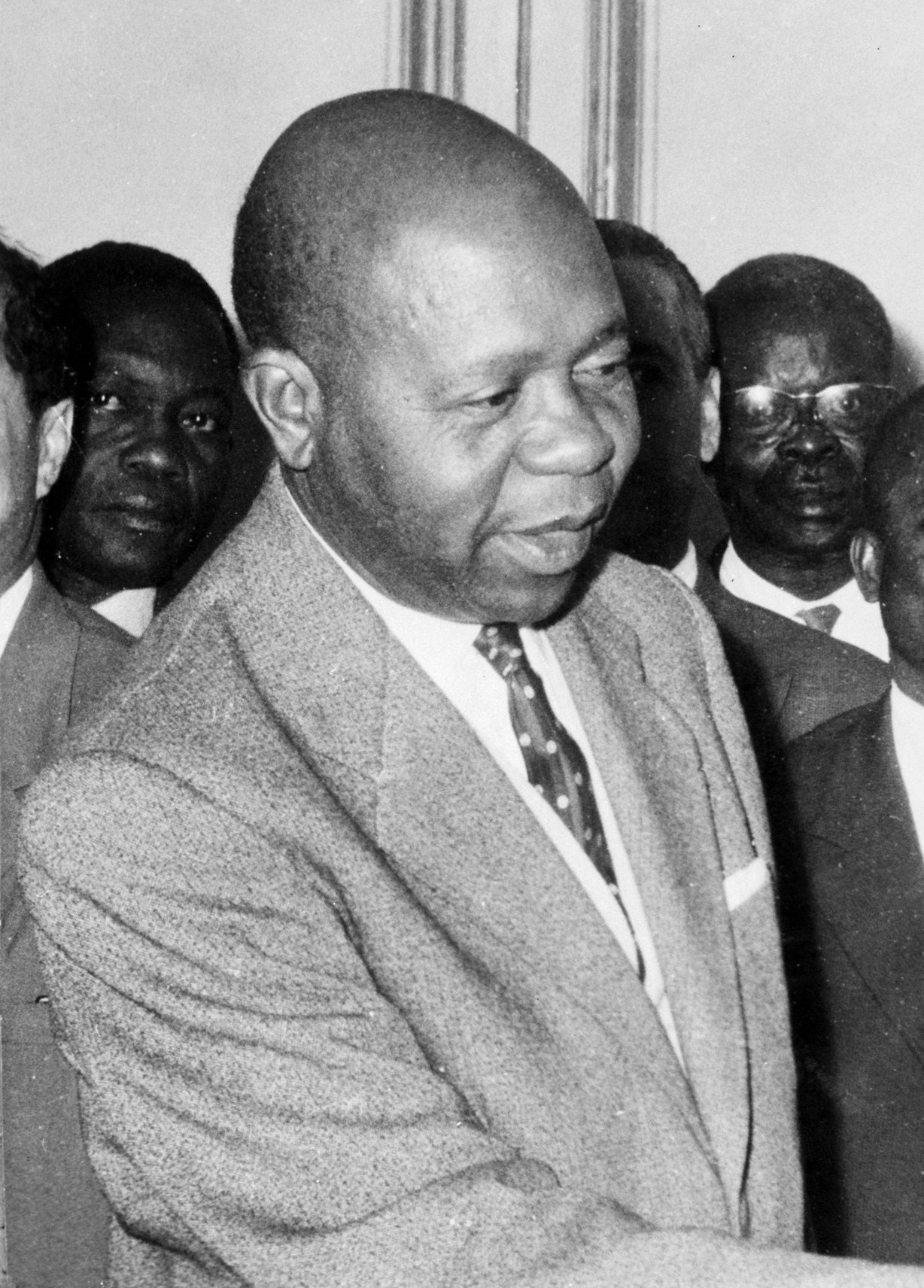
Fotografia de Léon M'ba, únic candidat i guanyador de les eleccions amb el 100% dels vots.

El 12 de febrer de 1961 van tenir lloc les primeres eleccions democràtiques que es van dur a terme al Gabon des que va aconseguir la seva independència de França, el dia 17 d'agost de 1960.
Amb les eleccions s'escolliria l'Assemblea Nacional i el president de la República. Únicament es va presentar la coalició Unió Nacional, formada pels dos partits sorgits de la independència del país, el Bloc Democràtic Gabonès, de centredreta i la Unió Democràtica i Social de Gabón, de caràcter socialdemòcrata. El candidat de la coalició i, per tant, única candidat que es va presentar fou Léon M'Ba, qui va sortir escollit amb el 100% dels vots.